# Список заслуженных мастеров спорта СССР (парашютный спорт)
1914-1978Заслуженный мастер спорта СССР — почётное пожизненное спортивное звание в СССР.
Список не полон. Есть данные, что к 1980 змс по данной дисциплине было 60 человек.
| 1949 год |                                              |            |                         |                |                  |  |
| 1        | Владимирская Елена Николаевна                | ??.08.1949 | ??.??.1910 — 16.07.1987 | Москва         | Досав            |  |
| 2        | Гладков Николай Яковлевич                    | ??.08.1949 | 18.12.1909 — 03.1994    | Москва         | Досав            |  |
| 3        | Зигаев Александр Иванович                    | ??.08.1949 | 15.03.1905 — 17.08.1981 | Москва         | Вооруженные Силы |  |
| 4        | Лисичкин Николай Михайлович                  | ??.08.1949 | 08.03.1909 — 03.11.1975 | Москва         | Досав            |  |
| 5        | Логинов Н. А.                                | ??.08.1949 |                         | Москва         | Досав            |  |
| 6        | Лукин Александр Михайлович                   | ??.08.1949 |                         | Москва         | Досав            |  |
| 7        | Освальд Глеб Владимирович                    | ??.08.1949 | 15.05.1911 — 01.05.1987 | Москва         | Досав            |  |
| 8        | Полосухин Порфирий Порфирьевич               | ??.08.1949 | 18.02.1910 — 30.01.1971 | Москва         | Досав            |  |
| 9        | Романюк Василий Григорьевич                  | ??.08.1949 | 30.01.1910 — 31.07.1993 | Москва         | Досав            |  |
| 10       | Старчак Иван Георгиевич                      | ??.08.1949 | 16.02.1905 — 29.08.1981 | Москва         | Досав            |  |
| 11       | Фотеев Аркадий Михайлович                    | ??.08.1949 | 27.12.1901 — ??.01.1990 | Москва         | Досав            |  |
| 1950 год |                                              |            |                         |                |                  |  |
| 1        | Коробов, Сергей А.                           | ??.06.1950 | ??.??.???? — ??.??.???? | Москва         | «Самолет»        |  |
| 2        | Кривой Владимир Захарович (Вульф Залманович) | ??.06.1950 | ??.??.1913 — 02.07.1956 | Москва         | «Самолет»        |  |
| 3        | Матвеев, Н.М.                                | ??.06.1950 | ??.??.???? — ??.??.???? | Москва         | Досав            |  |
| 4        | Мызников Дмитрий Андреевич                   | ??.06.1950 | ??.??.1894 — ??.??.???? | Москва         | Досав            |  |
| 1951 год |                                              |            |                         |                |                  |  |
| 1        | Иванов Георгий Мартынович                    | ??.04.1951 | ??.??.1913 — ??.??.???? | Москва         | Досав            |  |
| 2        | Медов Василий Антонович                      | ??.04.1951 | ??.??.???? — ??.??.???? | Москва         | Досав            |  |
| 3        | Мухортов Алексей Иванович                    | ??.04.1951 | ??.??.???? — ??.??.???? | Москва         | Досав            |  |
| 4        | Петров Борис Николаевич                      | ??.04.1951 | ??.??.???? — ??.??.???? | Москва         | Досав            |  |
| 5        | Пятериков Борис Сергеевич                    | ??.04.1951 | 1914-1978               | Москва         | Досав            |  |
| 6        | Кольчугина (Гусарова) Александра Дмитриевна  | ??.09.1951 | 30.04.1915 — 24.05.1991 | Сталино        | Досав            |  |
| 7        | Меняйло Алексей Емельянович                  | ??.09.1951 |                         | Харьков        | Досав            |  |
| 8        | Пясецкая Галина Богдановна                   | ??.09.1951 | 09.08.1915 — 21.10.2007 | Москва         | Досав            |  |
| 1952 год |                                              |            |                         |                |                  |  |
| 1        | Тропаревская-Есионова Надежда Евгеньевна     | ??.??.1952 | ??.??.???? — ??.??.???? |                |                  |  |
| 1954 год |                                              |            |                         |                |                  |  |
| 1        | Косинов Пётр Петрович                        | ??.06.1954 |                         | Днепропетровск | ДОСААФ           |  |
| 2        | Селивёрстова Валентина Михайловна            | ??.06.1954 |                         | Омск           | ДОСААФ           |  |
| 3        | Сторчиенко Павел Андреевич                   | ??.06.1954 | ??.??.1915              | Москва         | ДОСААФ           |  |
| 4        | Федчишин Иван Антонович                      | ??.06.1954 |                         | Днепропетровск | ДОСААФ           |  |
| 1954 год |                                              |            |                         |                |                  |  |
| 1        | Мухина Галина Дмитриевна                     | ??.05.1960 | 09.03.1928 — ??.??.1991 | Саранск        | ДОСААФ           |  |
| 2        | Пряхина Надежда Ивановна                     | ??.05.1960 | ??.??.1929              | Москва         | ДОСААФ           |  |
| 1957 год |                                              |            |                         |                |                  |  |
| 1        | Никитин Николай Константинович               | ??.??.1957 | 29.05.1918 — 28.05.1963 |                | Советская Армия  |  |
| 1963 год |                                              |            |                         |                |                  |  |
| 1        | Андреев Евгений Николаевич                   | ??.03.1963 |                         |                | Советская Армия  |  |

## 1965
- Ткаченко, Евгений Васильевич

## 1967
- Еремина, Лидия Михайловна 1937[29]
- Крестьянников, Владислав Сергеевич

## 1968
- Воинова, Татьяна Николаевна

## 1969
- Петриченко, Александр Александрович 1937[30]
- Прокопов, Владимир Ильич
- Севостьянов, Эрнест Васильевич 1938[30]
- Чижик, Владимир Дмитриевич

## 1970
- Савицкая, Светлана Евгеньевна

## 1971
- Ячменев, Леонид Георгиевич

## 1973
- Гурный, Владимир Борисович 11.11.1941
- Осипов, Анатолий Анатольевич 07.09.1940 (№ 2153)[31]
- Хмельницкая, Александра Васильевна

## 1974
- Сергеева, Наталья
- Ушмаев, Николай Павлович

## 1975
- Костина, Мая Петровна

## 1976
- Закорецкая, Валентина Николаевна 1947—2010[32][33][34]
- Сурабко, Григорий Николаевич

## 1978
- Тёрло, Игорь Ананьевич

## 1983
- Корычева, Лариса Алексеевна

## 1987
- Валюнас, Вячеслав Евгеньевич
- Колесник, Владимир Иванович
- Шкуропат, Сергей Викторович

## 1989
- Дино, Артур

## Год присвоения неизвестен
- Ефимова, Серафима Павловна
- Казаков, Олег Николаевич
- Швачко, Александра Михайловна
- Островский, Пётр Францевич
- Сидоренко, Александр Захарович
- Мазниченко, Любовь Константиновна (до 52)